# دانيال أوس
دانيال أوس (بالإيطالية: Daniel Oss)‏ مواليد 13 يناير 1987 في ترينتو، هو دراج إيطالي في صنف سباق الدراجات على الطريق.

## سجل النتائج

### سباقات أو مراحل فاز بها
- بطولة العالم لسباق الدراجات على الطريق

## الميداليات
| الميدالية | المسابقة                                    |
| --------- | ------------------------------------------- |
| ذهبية     | بطولة العالم لسباق الدراجات على الطريق 2014 |
| ذهبية     | بطولة العالم لسباق الدراجات على الطريق 2015 |

## وصلات خارجية
- الموقع الرسمي

## روابط خارجية
- دانيال أوس على موقع الاتحاد الدولي للدراجات (الإنجليزية)
- دانيال أوس على موقع أرشيف الدراجات (الإنجليزية)
- دانيال أوس على موقع إحصائيات الدراجات الإحترافية (الإنجليزية)
- دانيال أوس على موقع نسبة الدراجات (الإنجليزية)
- دانيال أوس على موقع CycleBase (الإنجليزية)